# Distretto di Arlesheim
Il distretto di Arlesheim è un distretto del Canton Basilea Campagna, in Svizzera. Confina con i distretti di Liestal a est, di Laufen a sud, con il Canton Soletta (distretto di Dorneck) a sud-est e a sud-ovest, con la Francia (dipartimento dell'Alto Reno in Alsazia) a nord-ovest, con il Canton Basilea Città a nord e con la Germania (circondario di Lörrach nel Baden-Württemberg) a nord-est. Il capoluogo è Arlesheim.

## Comuni
Amministrativamente è diviso in 15 comuni:
- Aesch
- Allschwil
- Arlesheim
- Biel-Benken
- Binningen
- Birsfelden
- Bottmingen
- Ettingen
- Münchenstein
- Muttenz
- Oberwil
- Pfeffingen
- Reinach
- Schönenbuch
- Therwil

### Divisioni
- 1816: Allschwil → Allschwil, Schönenbuch
- 1837: Binningen-Bottmingen → Binningen, Bottmingen
- 1875: Muttenz → Birsfelden, Muttenz

### Fusioni
- 1972: Benken, Biel → Biel-Benken